# Chevrolet Lacetti
De Chevrolet Lacetti is een automodel van Chevrolet en in feite een voortzetting van de Daewoo Nubira. In Zuid-Korea werd voor de tweede generatie van de Nubira (J200) al de naam Lacetti gebruikt. In sommige Europese landen bleef de naam Nubira in gebruik voor de sedan en de stationcar en werd alleen de vijfdeurs hatchback verkocht als Daewoo Lacetti.
De Lacetti was in Nederland in alle gevallen een vijfdeurs hatchback, de Chevrolet Nubira was er als vierdeurs sedan en als vijfdeurs stationcar.

## Geschiedenis
De auto komt voort uit de overname van Daewoo door Chevrolet in 2004 en de beslissing van moederbedrijf General Motors om Daewoo voortaan als Chevrolet te verkopen. De redelijk conventionele auto moest het tegen concurrentie als de Opel Astra, Ford Focus, Peugeot 307 opnemen. Hij had een kwalitatief minder goed imago vergeleken bij zijn Westerse opponenten, maar de prijs was ook lager.
De auto had een vrij rijke uitrusting maar deze Chevrolets zijn bijvoorbeeld in Nederland geen bestsellers geweest. Vooral de Nubira Wagon (stationcar) bood veel ruimte voor een bescheiden prijs waardoor de Nubira beter verkocht dan de Lacetti. De stationcar- en de sedanversie zijn ontworpen door Pininfarina, de hatchback door Giugiaro.
De Lacetti is vooral geleverd met de 1,4 liter benzinemotor (70 kW/95 pk), met de 1,6 (80 kW/109 pk) als krachtiger alternatief. Voor de Nubira was de 1,4 net onder de maat, die is in beperkte aantallen verkocht en verdween in 2005 uit het programma. De Nubira was met de 1,6 en 1,8 (90 kW/122 pk) motor ongeveer even populair. Pas in 2006 verscheen er een diesel in de Nubira (2,0 liter, 89 kW/122 pk). Beide Chevrolet-modellen kenden de uitvoeringen Spirit, Style en Class. Als tussenvorm bestond in enkele gevallen de Spirit met airconditioning.

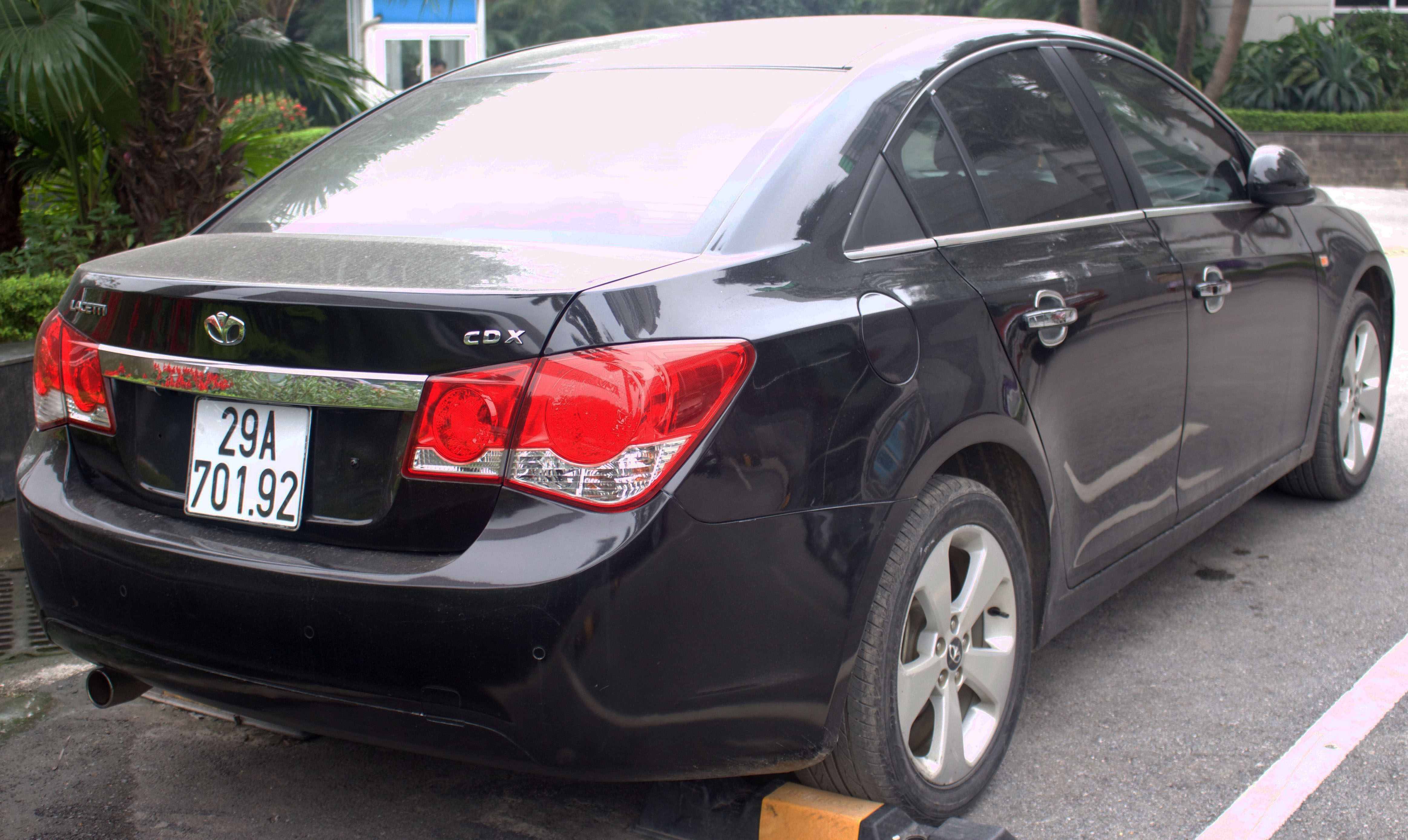
Daewoo Lacetti Premiere.

De in 2008 geïntroduceerde opvolger (code J300) was gebouwd op het GM Delta II-platform en werd op de meeste markten verkocht als de Chevrolet Cruze. In Zuid-Korea heette het model oorspronkelijk nog Daewoo Lacetti Premiere totdat de merknaam Daewoo ook daar in 2011 werd vervangen door Chevrolet.

### Sport
Sinds 2005 werd met de Europese Lacetti-sedan geracet in het World Touring Car Championship (WTCC). Op basis van de WTCC-auto werd een conceptauto gepresenteerd. Dit was dus niet de Chevrolet Lacetti.

### Top Gear
De Lacetti werd vanaf seizoen 8 (2006) gebruikt als Reasonably-Priced Car. Daarmee volgde hij de Suzuki Liana op. Vanaf seizoen 15 (2010) is de Chevrolet Lacetti vervangen door de Kia cee'd.

## Andere namen
De Lacetti werd onder vele namen verkocht:
- Chevrolet Nubira (sommige Europese landen)
- Chevrolet Optra en Chevrolet Optra5 (hatchback) in Canada, Centraal- en Zuid-Amerika, Pakistan, de Arabische landen, Zuidoost-Azië en Zuid-Afrika
- Suzuki Forenza en Suzuki Reno (hatchback) in de VS
- Buick Excelle en Buick Excelle HRV (hatchback) in China
- Holden Viva in Australië en Nieuw-Zeeland
- Chevrolet SRV in India

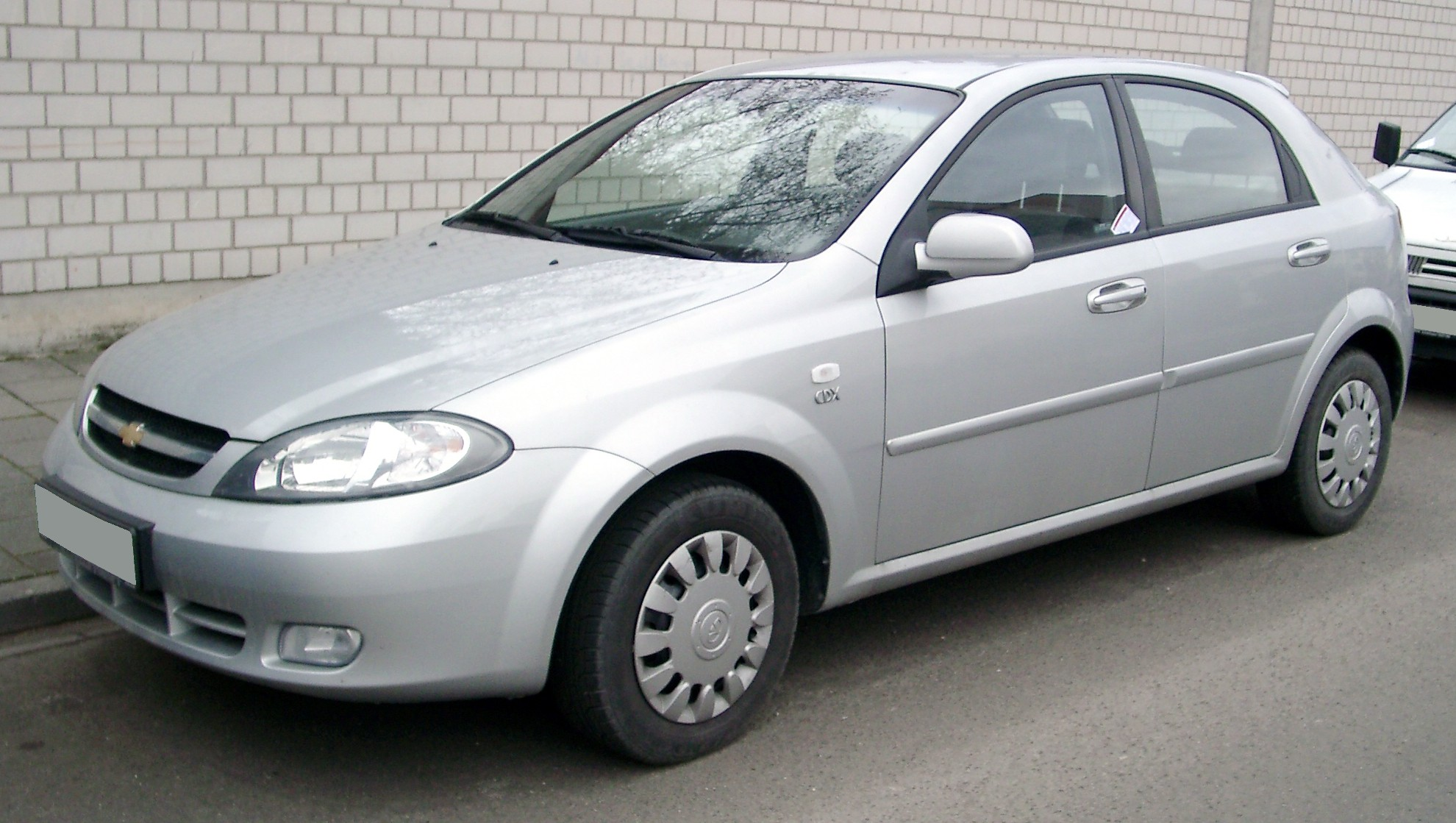
Chevrolet Lacetti
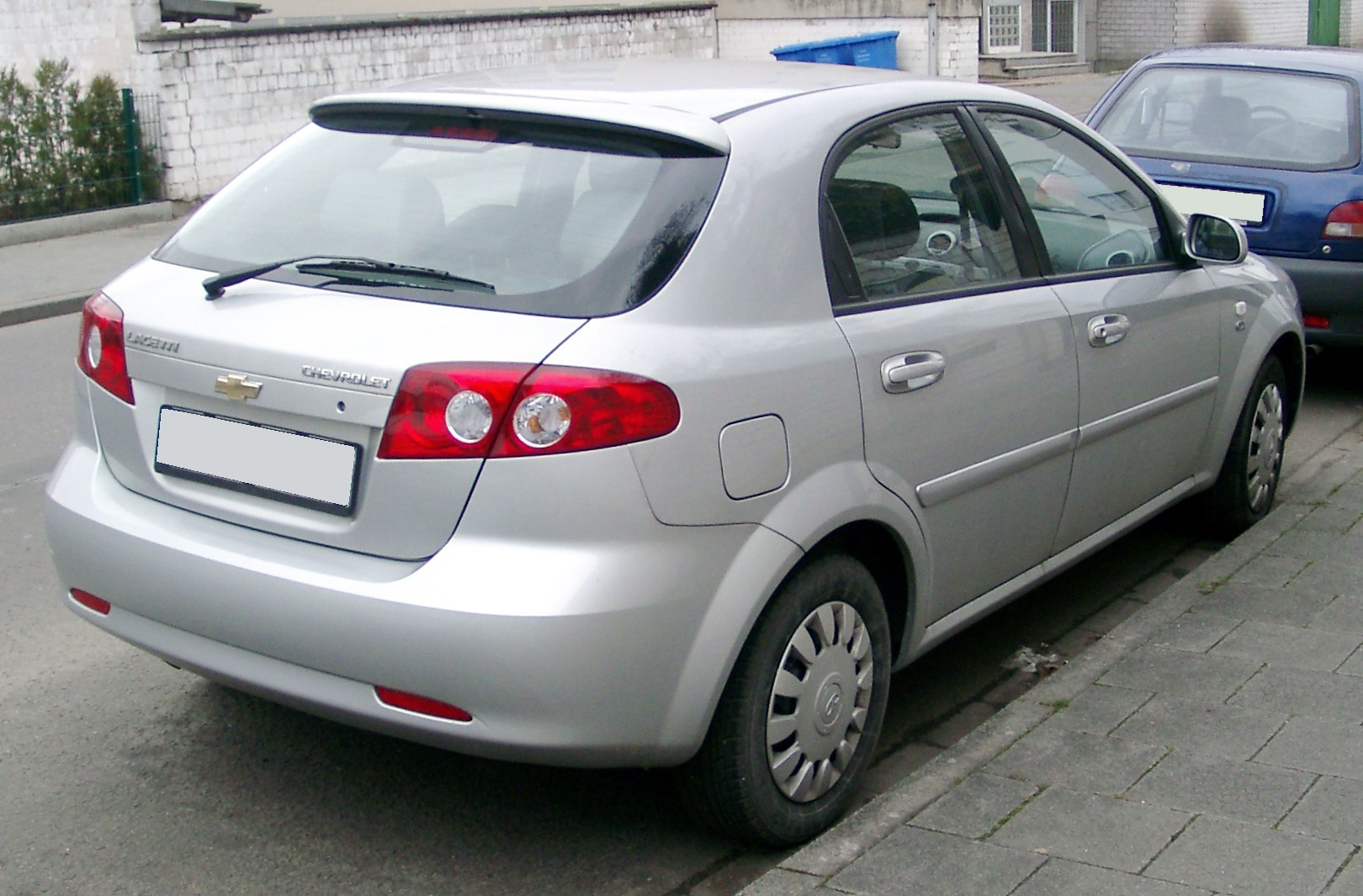
Chevrolet Lacetti, achteraanzicht
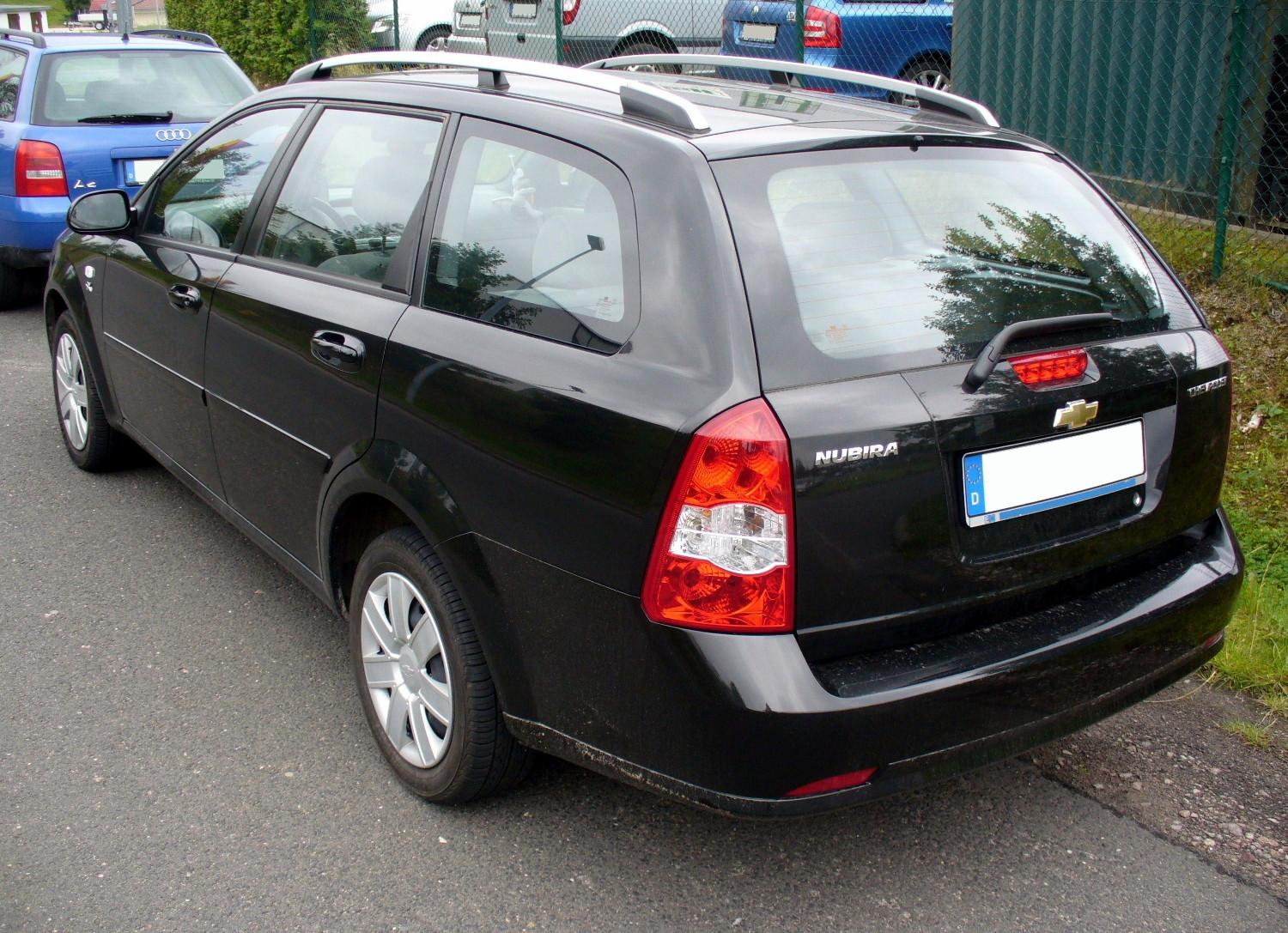
Chevrolet Nubira Wagon, achteraanzicht
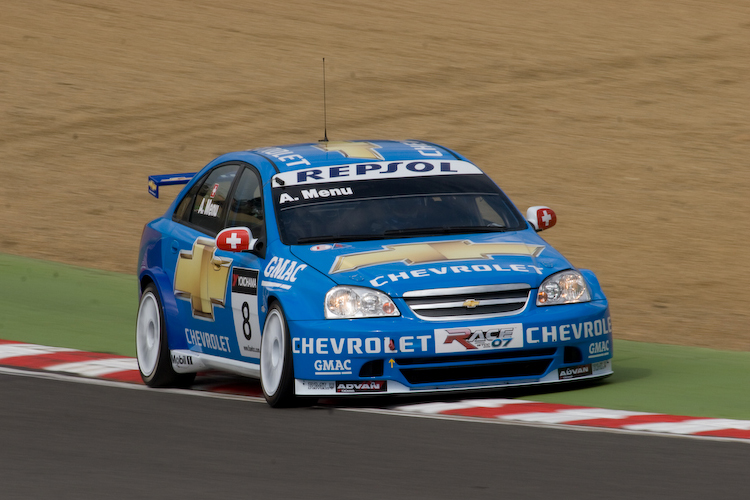
Chevrolet Nubira in het WTCC 2008
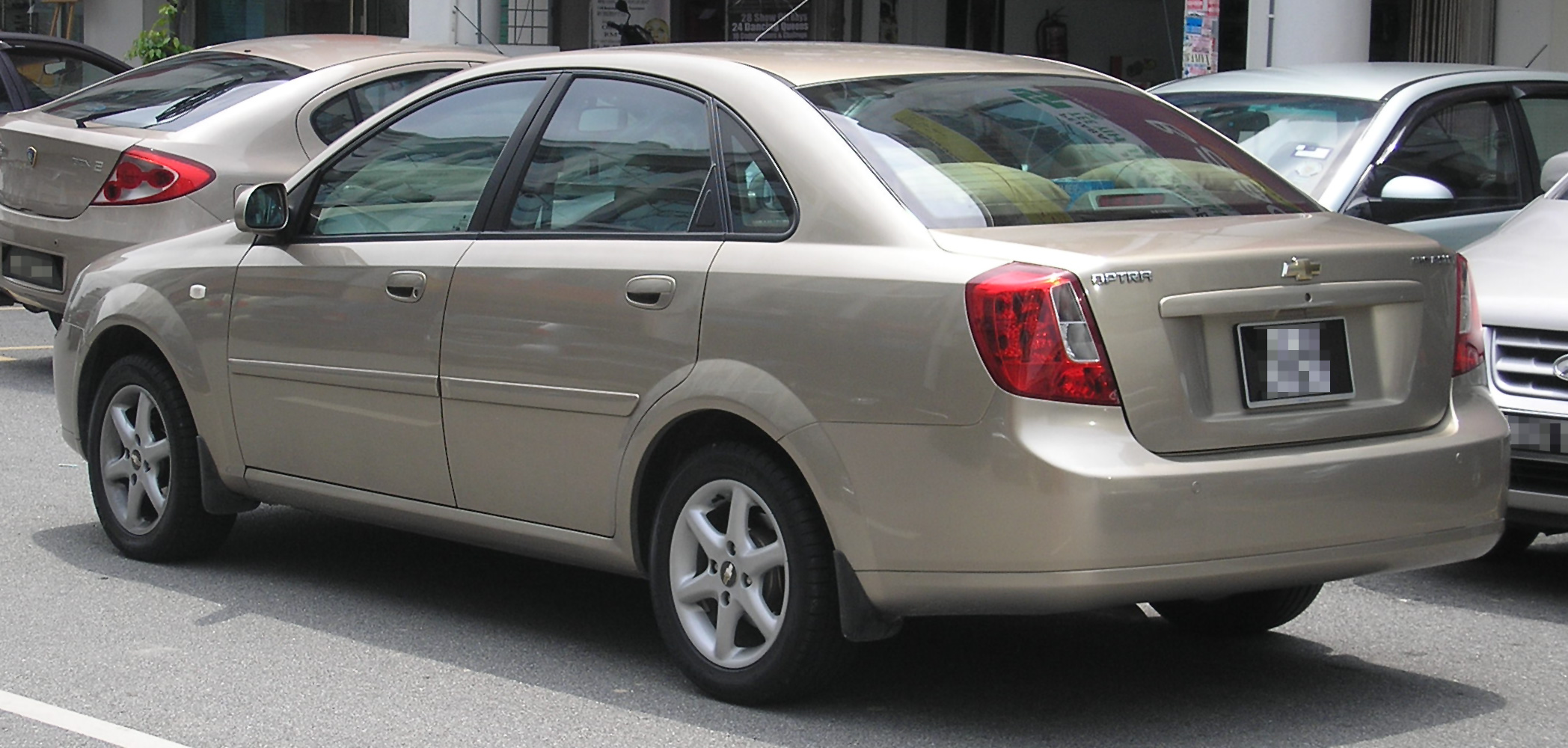
Chevrolet Optra